# Donald Keene
Donald Keene (18. června 1922, New York, Spojené státy americké – 24. února 2019, Tokio) byl americký vysokoškolský pedagog, překladatel a japanolog.

## Život a dílo
Donald Keene se začal zabývat japonštinou roku 1941, krátce poté, co se mu jako univerzitnímu studentu dostal do rukou Příběh prince Gendžiho v překladu britského sinologa a také překladatele z japonštiny Arthura Waleyeho. Japonsko navštívil poprvé v prosinci 1945.
Byl vysokoškolským pedagogem s více než padesátiletou praxí, autorem zhruba 25 anglicky a 30 japonsky psaných knih.

### Přehled děl v anglickém originále (výběr)
- Emperor of Japan: Meiji and His world (1852-1912). New York: Columbia University Press, 2002. 922 S.
- Nō and Bunraku: Two Forms of Japanese Theatre. New York: Columbia Univ. Pr., 1990. 199 S.
- Dawn to the west: Japanese literature of the modern era. New York: Holt, Rinehart and Winston, 1984. 1327 s.
- Modern Japanese Literature: An Anthology. Tokyo: Ch.E. Tuttle, 1976. 440 S.